# Icelinus
Icelinus – rodzaj ryb skorpenokształtnych z rodziny głowaczowatych (Cottidae). 

## Klasyfikacja
Gatunki zaliczane do tego rodzaju:
- Icelinus borealis
- Icelinus burchami
- Icelinus cavifrons
- Icelinus filamentosus
- Icelinus fimbriatus
- Icelinus japonicus
- Icelinus limbaughi
- Icelinus oculatus
- Icelinus pietschi
- Icelinus quadriseriatus
- Icelinus tenuis